# Farbart

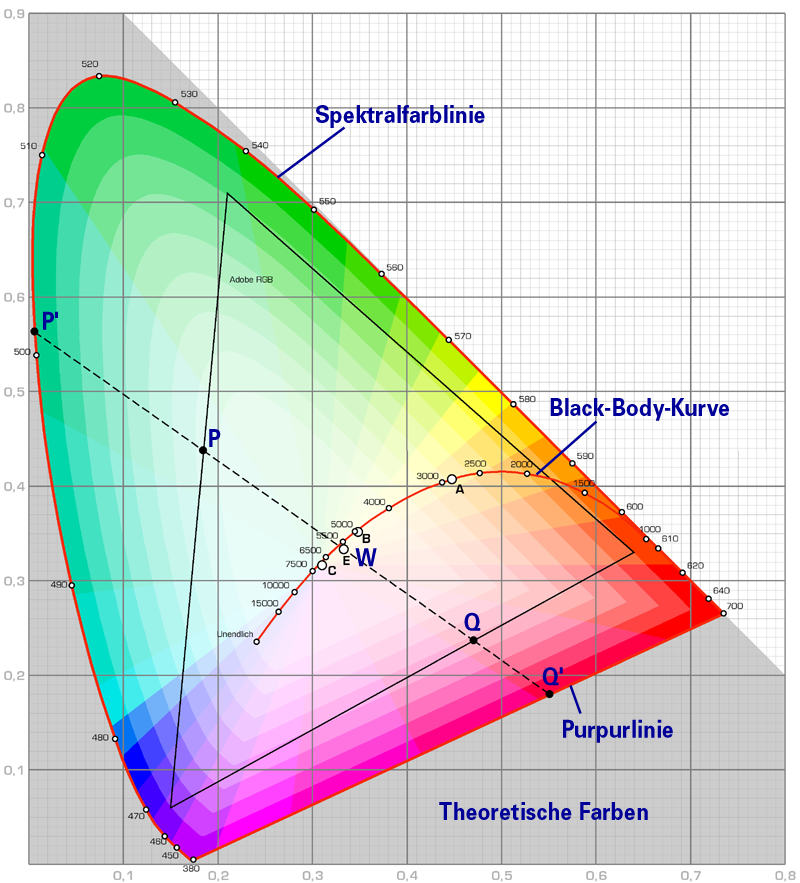
Die CIE-Normfarbtafel. Die auf Ausgabegeräten darstellbaren Farben beschränken sich auf eine dreieckige Fläche im Inneren der Grafik (Gamut)

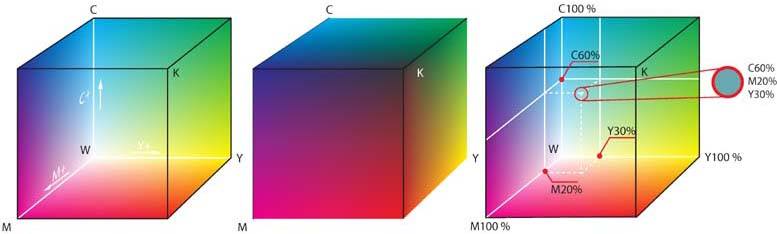
Farbwürfel

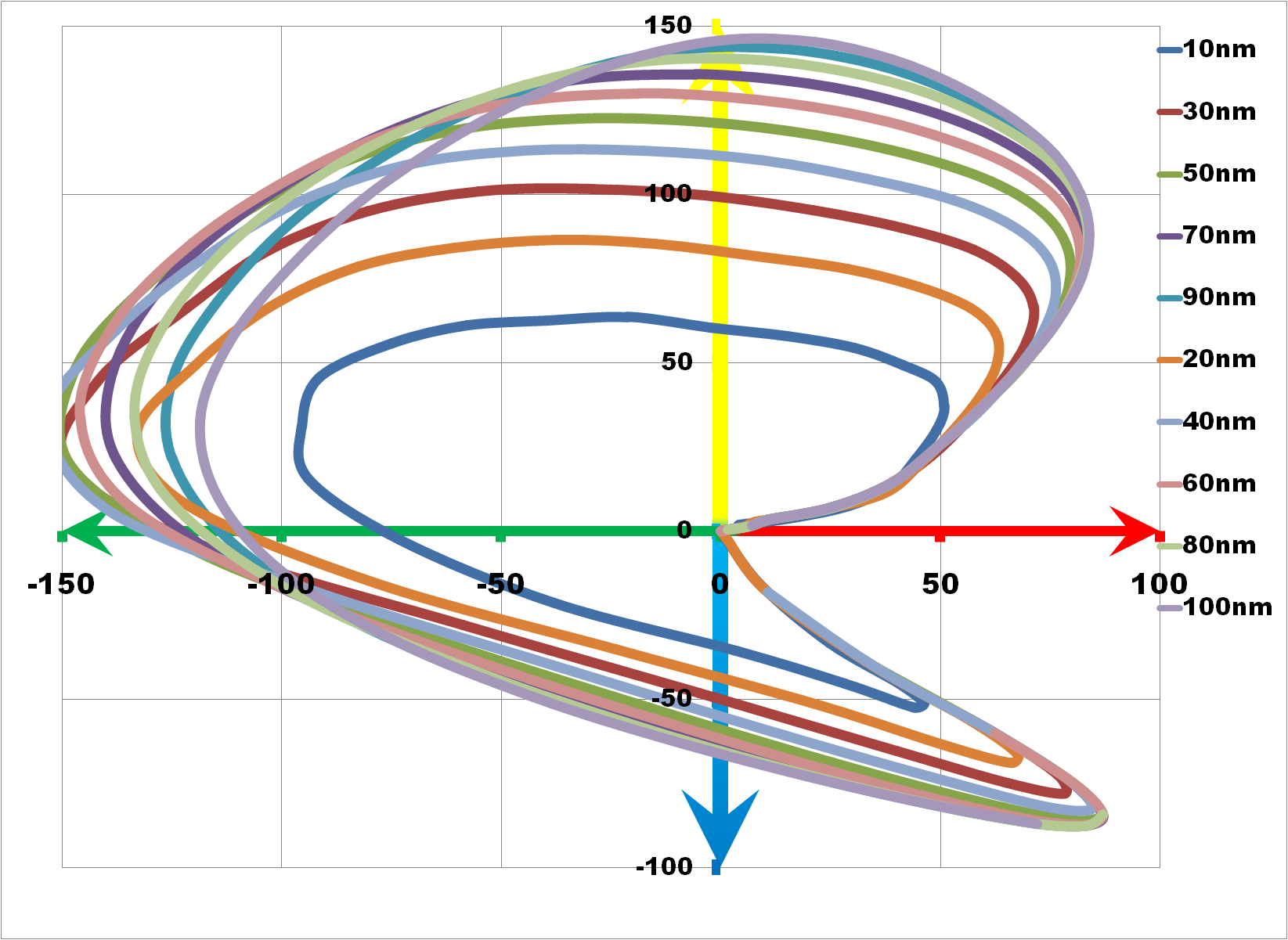
Plot der Änderung von a* gegen b* (L*a*b*-Farbraum) bei Wellenlängen λ von 380 nm bis 780 nm (errechnet aus Rechteckspektren der angegebenen Breite mit Intensität = 100 %)

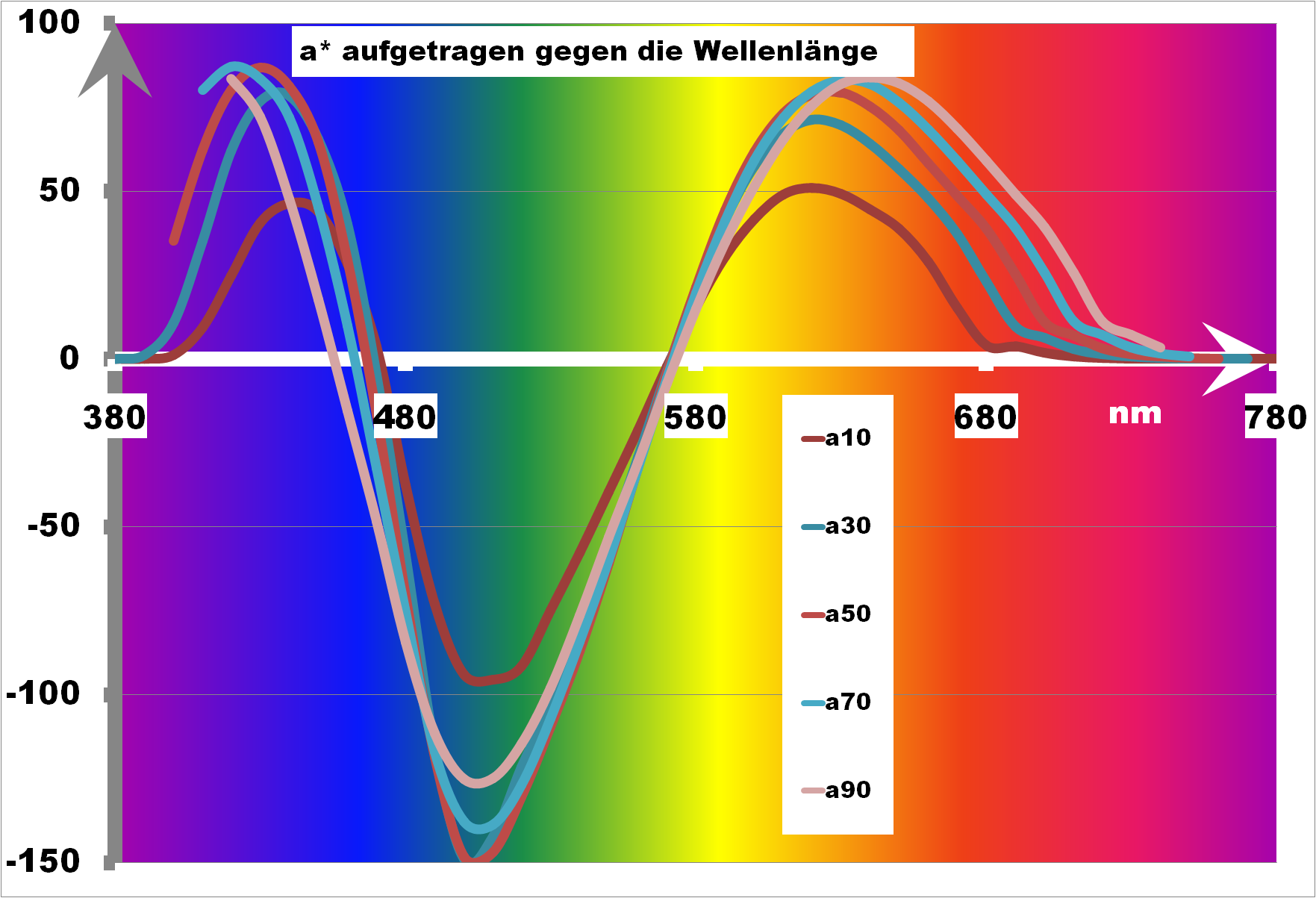
Plot von a* gegen b* (L*a*b*-Farbraum) bei wachsender Wellenlänge zwischen 380 nm und 780 nm (berechnet aus Rechteckspektren mit Breiten von 10 nm bis 100 nm, aufgetragen über λ = 380 … 780 nm)

Farbart (artgleiche Farben) bezeichnet in der Farbmetrik die Zusammenfassung von Farben nach Buntton und Farbsättigung, aber bei verschiedener Helligkeit.
Je nach Anwendungsebene oder Wahrnehmungskategorie beruht die Farbart auf unterschiedlichen Grund- oder Urfarben:
- auf den drei Farbreizen der Dreifarbentheorie (Rot, Grün, Blau), oder
- auf den vier gegensätzlichen Grundfarben der Gegenfarbtheorie (Rot-Grün und Gelb-Blau).

Die Unbuntfarben bleiben dabei nur mittelbar bewertet.

## Grundlegendes
Der Begriff Farbart ist in CIE 845-03-34 und darauf fußend auch in DIN 5033 definiert.
Eine Farbe ist nach den Graßmannschen Gesetzen eindeutig durch drei Parameter identifizierbar. Ein Farbreiz wird durch die drei Zapfenarten im Auge analysiert. Dadurch werden aus dem kontinuierlichen Spektrum drei Farbvalenzen „herausgefiltert“.
Die physikalische Ursache der Farbwahrnehmung ist die Vielzahl von Werten, jeweils Intensitäten über den Wellenlängen λ:
- der Remissionsgrad β(λ) für Remission an Körperfarben
- der Transmissionsgrad τ(λ) für Transmission an Filtern
- der Reflexionsgrad σ(λ) für Reflexion bei Lichtfarben.

Durch den Sehsinn wird daraus eine Dreizahl an Empfindungen, die – im Nervensystem aufbereitet – den Farbeindruck ergeben. Diese drei Parameter lassen sich auf unterschiedliche Weise in einem dreidimensionalen Farbraum darstellen.
Der Farbraum kann so gewählt werden, dass die Helligkeit einer eigenen Achse zugeordnet ist. Die verbleibenden Koordinaten ergeben dann die Farbart. Die Helligkeit kann auch als Hellbezugswert A oder Neutralgrauwert angesehen werden.
Im CIEXYZ-Farbsystem ergibt sich so die xy-Farbfläche (Chromatizitäts-Diagramm). Im L*a*b*-Farbraum des CIE-Systems von 1976 wird die Farbart in der a*-b*-Ebene angegeben, wobei die a*-Achse für die Grün-Rot- und die b*-Achse für die Blau-Gelb-Werte steht. Diese Form der Farbdarstellung bietet den Vorteil, dass dadurch eine dem gewohnten Farbkreis entsprechende Angabe möglich ist. Diese Farbartkoordinaten im kartesischen System lassen sich in Polarkoordinaten C–h° (Chroma, Hue) umformen, die dem ungeübten und damit praktikableren Farbverständnis entgegenkommen und dem Farbkreis entsprechen.
Im RGB-Farbraum und im CMYK-Farbraum ist die Darstellung der Farbart nicht sinnvoll, da hier die Emissionsfarben der drei Leuchtstoffe, der drei Farbfilter oder im CMYK-Raum der drei Farbpigmente zugrunde gelegt wurden; das vierte Farbpigment K (Schwarz) ist nach Definition hierbei lediglich eine Ergänzung, um „Tiefe“ zu erreichen. In beiden Farbräumen ist Helligkeit nicht unmittelbarer Parameter und die Farbart somit über den gesamten Raum gelegt.

## Farbtrio
Seit dem späten Mittelalter ist unter Kunstmalern eine Mischregel aus drei Grundfarben geläufig. Auch für technische Geräte und Verfahren ist der Gebrauch von drei Farbquellen weitestgehend ausreichend. Bei der Farbbildröhre sind dies die drei RGB-Leuchtstoffe rot, grün und blau. So wie die CMY-Farben bilden sie ein Farb-Trio. Das Farbtrio geht auf Untersuchungen des Engländers James Sowerby zurück, der 1809 sein Isaac Newton gewidmetes Werk A New Elucidation of Colours publizierte. Sowerby wollte zum einen die Bedeutung der Helligkeit und Dunkelheit betonen, zum anderen noch einmal darauf hinweisen, dass sich farbiges Licht und farbige Materie in ihrem Verhalten unterscheiden.
Sowerby ging bei seinen Untersuchungen von den drei Grundfarben Rot, Gelb, Blau aus.
Bei der weiteren Untersuchung der Zusammenhänge der Farbwahrnehmung fügte Hering mit seiner Vierfarbentheorie noch Grün hinzu. Der Engländer Thomas Young stellte bei seinen Untersuchungen und der daraus folgenden Theorie, der Theory of Trichromatic Vision wiederum fest, dass das Auge bereits durch die Wahrnehmung von drei Farbqualitätentönen alle anderen Farbvalenzen kombiniert. Young legte aber Rot, Grün und Blau zugrunde, er ersetzte also Sowerbys Gelb durch Grün.
Im 20. Jahrhundert wurde die Youngsche Theorie experimentell vertieft. Die Pigmente auf den Zapfen auf der Netzhaut können besonders gut rotes, grünes oder blaues Licht wahrnehmen. Andererseits führten die psychologischen Vorgänge der Farbwahrnehmung, insbesondere der Rolle der visuellen Helligkeit und der Farbart, zur Klärung des Zusammenhangs mit der Gegenfarbentheorie.